# Daniel Hays
Pour les articles homonymes, voir Hays.
Daniel Phillip Hays, né le 24 avril 1939, est un avocat et homme d'État canadien. Il est président du Sénat du Canada de 2001 à 2006 et, à la suite de la défaite du parti libéral aux élections de 2006, est devenu leader du Parti libéral du Canada au Sénat. Il est leader de l'opposition au Sénat de 2006 à 2007.

## Biographie

### Études
Le sénateur Hays fréquente le Western Canada High School à Calgary et le Appleby College à Oakville. Il obtient un baccalauréat en histoire de l'Université de l'Alberta et un baccalauréat universitaire en droit de l'Université de Toronto. Il est appelé au barreau de l'Alberta en 1966 et devient un avocat connu.

### Carrière politique
Dan Hays est nommé au Sénat du Canada sur l'avis du premier ministre Pierre Elliott Trudeau le 29 avril 1984. Sénateur de la province d'Alberta, il décide de s'auto-désigner représentant de la division sénatoriale de Calgary. Hays préside le Comité permanent sur l'Agriculture et la Foresterie entre 1986 et 1988 et de nouveau de 1994 à 1995. Il préside aussi le Comité permanent sur l'Énergie, l'environnement et les ressources naturelles de 1989 à 1993. Le 12 octobre 1999, Daniel Hays est nommé leader adjoint du gouvernement au Sénat par le premier ministre Jean Chrétien. À la suite du décès du président Molgat, il est nommé président en janvier 2001.
Le 1er février 2006, il est nommé leader de l'opposition au Sénat, remplaçant Noël Kinsella, poste qu'il occupera jusqu'au 17 janvier 2007.
Le 22 janvier 2007, le premier ministre du Canada, Stephen Harper, annonce la nomination du sénateur Hays comme membre honoraire du Conseil privé de la Reine pour le Canada.
Il est également président du Parti libéral du Canada de 1994 à 1998.

### Vie privée
Hays est le fils de Harry Hays, qui a été maire de Calgary et ministre de l'Agriculture dans le gouvernement du premier ministre Lester Pearson. Il est marié à son épouse Kathy depuis 2001. Hays a trois filles d'un mariage précédent : Carol, Janet et Sarah. Il a également deux petites-filles, Theodora et Alexandra.

## Distinctions

### Décorations
- Grand cordon (1er classe) de l'ordre du Trésor sacré. Il est décoré par l'empereur du Japon le 29 avril 2000, pour son travail sur les relations bilatérales entre le Japon et le Canada.
- Grand officier de l'ordre de la Pléiade
- Officier de l'Ordre du Canada. Il est promu Officier le 28 décembre 2019[1].
- Officier de la Légion d'honneur Il est fait officier en 2011 pour son travail poussant la participation du Canada à l'Organisation internationale de la francophonie.
- Décoration des Forces canadiennes en 2012 pour ses 12 ans de services dans l'Armée canadienne

### Honneurs
- 2007 : Conseil privé de la Reine pour le Canada
- 2018 : Doctorat honoris causa de l'Université de l'Alberta